# Mistrzostwa Świata w Hokeju na Lodzie 2002 (kwalifikacje do II Dywizji)
Kwalifikacje do Mistrzostw Świata w Hokeju na Lodzie 2002 II Dywizji – turniej kwalifikacyjny do mistrzostw świata 2003 II Dywizji odbywający się w dnia 11–13 kwietnia 2002 roku w mieście Meksyk. Awans do turnieju uzyskały dwa najlepsze zespoły.

## Tabela
| Lp. | Zespół         | M | Z | R | P | G+ | G- | +/- | Pkt |
| --- | -------------- | - | - | - | - | -- | -- | --- | --- |
| 1.  | Korea Północna | 2 | 2 | 0 | 0 | 18 | 4  | +14 | 4   |
| 2.  | Meksyk         | 2 | 0 | 1 | 1 | 7  | 13 | –6  | 1   |
| 3.  | Nowa Zelandia  | 2 | 0 | 1 | 1 | 9  | 17 | –8  | 1   |

      = awans do II Dywizji

## Wyniki
| 11 kwietnia 2002 | Korea Północna | 11:3 | Nowa Zelandia | Meksyk |

| Godzina: 20:00 | Ro Min-gyu 03:40 Ho Kwang-Chol (Ri Thae-hwi) 10:52 Kim Jong-Son (Ri Thae-hwi) 18:14 Ri Thae-Hwi (Ho Kwang-chol, Kim Jong-son) 21:51 Yun Myong-Hyok (Pak Chol-nam) 35:07 Kang Ki-Nam (Ri Thae-hwi, Kim Jong-son) 36:19 Pak Myong-Su (Ro Min-gyu) 37:45 Ho Kwang-Chol (Kang Ki-nam, Yun Pong-chol) 38:25 Ri Thae-Hwi (Ho Kwang-chol) 39:21 Pak Chol-Nam (Han Jong-uk) 45:49 Ri Thae-Hwi (Yun Pong-chol) 46:46 | (3:0, 6:2, 2:1) | 37:35 Blong (Nesterov, Monk) 38:36 Nesterov (Blong, Monk) 56:51 Blong (Nesterov, Down) |  |
| Godzina: 20:00 | 4 min. kar |                 | 4 min. kar                                                                             |  |

| 12 kwietnia 2002 | Meksyk | 1:7 | Korea Północna | Meksyk |

| Godzina: 20:00 | Aranalde (R. Sanchez) 10:19 | (1:2, 0:4, 0:2) | 14:23 Ho Kwang-Chol (Song Chung-song) 14:48 Han Jong-Uk (Kim Myong-chol) 23:04 Ho Kwang-Chol (Yun Myong-hyok) 23:14 Ho Kwang-Chol 31:22 Kim Myong-Chol 34:26 Ho Kwang-Chol (Kang Ki-nam, Ri Thae-hwi) 59:08 Ho Kwang-Chol |  |
| Godzina: 20:00 | 11 min. kar                 |                 | 12 min. kar |  |

| 13 kwietnia 2002 | Nowa Zelandia | 6:6 | Meksyk | Meksyk |

| Godzina: 20:00 | Monk (Blong, Nesterov) 18:54 Sam (Glass, Hoglund) 28:46 Wilson 30:03 Monk (Aish) 32:58 Nesterov (Monk, Aish) 53:26 Nesterov (Monk, Blong) 56:27 | (3:1, 3:3, 0:2) | 2:02 Ugarte (Miller, Gomez) 14:52 Roberts (A. Sanchez) 19:45 Gomez Mont (Potts) 22:25 Sierra (Potts) 25:52 Gomez Mont (Arnalde) 26:03 Sierra (Potts) |  |
| Godzina: 20:00 | 6 min. kar |                 | 7 min. kar |  |

Statystyki indywidualne
- Klasyfikacja strzelców:  Ho Kwang-Chol – 7 goli[1]
- Klasyfikacja asystentów:  Dennis Monk – 4 asysty[2]
- Klasyfikacja kanadyjska:  Ho Kwang-Chol – 9 punktów[3]
- Klasyfikacja kanadyjska obrońców:  Kim Jong-Son – 3 punkty[4]
- Klasyfikacja +/-:  Ho Kwang-Chol – +10[5]
- Klasyfikacja skuteczności interwencji bramkarzy:  Ri Song-Chol – 89,29%[6]
- Klasyfikacja średniej goli straconych na mecz bramkarzy:  Ri Song-Chol – 1,70[7]
- Klasyfikacja minut kar:  Marco Cummings – 16 minut[8]